# 聖克羅伊縣
聖克羅伊縣（英語：St. Croix County）是美国威斯康辛州西部的一個郡，西隔聖克羅伊河與明尼蘇達州相望，面積1,906平方公里。根據2020年美國人口普查，共有人口93,536人。縣治哈德遜。該縣成立於1840年，縣名來自同名的河。